# KNM-ER 406
KNM-ER 406 es un cráneo fosilizado de la especie Paranthropus boisei. Fue descubierto en Koobi Fora (Kenia) por Richard Leakey y H. Mutua en 1969.
Son los restos de un macho adulto con una capacidad craneal estimada de 510 cm³ y una antigüedad de 1,7 millones de años.